# Senlecques
Senlecques és un municipi francès situat al departament del Pas de Calais i a la regió dels Alts de França. L'any 2007 tenia 233 habitants.

## Demografia

### Població
El 2007 la població de fet de Senlecques era de 233 persones. Hi havia 84 famílies de les quals 16 eren unipersonals (8 homes vivint sols i 8 dones vivint soles), 28 parelles sense fills, 36 parelles amb fills i 4 famílies monoparentals amb fills.
La població ha evolucionat segons el següent gràfic:
Habitants censats

### Habitatges
El 2007 hi havia 92 habitatges, 84 eren l'habitatge principal de la família, 5 eren segones residències i 3 estaven desocupats. 89 eren cases i 1 era un apartament. Dels 84 habitatges principals, 76 estaven ocupats pels seus propietaris i 8 estaven llogats i ocupats pels llogaters; 3 tenien dues cambres, 7 en tenien tres, 16 en tenien quatre i 58 en tenien cinc o més. 78 habitatges disposaven pel capbaix d'una plaça de pàrquing. A 36 habitatges hi havia un automòbil i a 45 n'hi havia dos o més.

### Piràmide de població
La piràmide de població per edats i sexe el 2009 era:
| Homes | Edats   | Dones |
| ----- | ------- | ----- |
| 0     | 95 o +  | 0     |
| 0     | 90 a 94 | 0     |
| 0     | 85 a 89 | 0     |
| 0     | 80 a 84 | 0     |
| 8     | 75 a 79 | 8     |
| 4     | 70 a 74 | 12    |
| 4     | 65 a 69 | 8     |
| 8     | 60 a 64 | 4     |
| 4     | 55 a 59 | 8     |
| 0     | 50 a 54 | 4     |
| 8     | 45 a 49 | 4     |
| 4     | 40 a 44 | 4     |
| 0     | 35 a 39 | 0     |
| 20    | 30 a 34 | 0     |
| 12    | 25 a 29 | 24    |
| 0     | 20 a 24 | 4     |
| 4     | 15 a 19 | 0     |
| 0     | 10 a 14 | 0     |
| 4     | 5 a 9   | 4     |
| 4     | 0 a 4   | 8     |

## Economia
El 2007 la població en edat de treballar era de 143 persones, 112 eren actives i 31 eren inactives. De les 112 persones actives 108 estaven ocupades (61 homes i 47 dones) i 4 estaven aturades (3 homes i 1 dona). De les 31 persones inactives 7 estaven jubilades, 10 estaven estudiant i 14 estaven classificades com a «altres inactius».

### Ingressos
El 2009 a Senlecques hi havia 85 unitats fiscals que integraven 232 persones, la mediana anual d'ingressos fiscals per persona era de 15.170 €.

### Activitats econòmiques
Dels 4 establiments que hi havia el 2007, 1 era d'una empresa de construcció, 2 d'empreses de comerç i reparació d'automòbils i 1 d'una empresa de transport.
L'únic servei als particulars que hi havia el 2009 era un guixaire pintor.
L'any 2000 a Senlecques hi havia 16 explotacions agrícoles que ocupaven un total de 517 hectàrees.

## Equipaments sanitaris i escolars
El 2009 hi havia una escola maternal integrada dins d'un grup escolar amb les comunes properes formant una escola dispersa.

## Poblacions més properes
El següent diagrama mostra les poblacions més properes.